# 蛇形尺

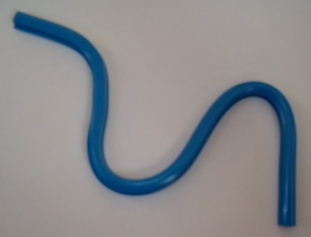
蛇形尺

蛇形尺，又称蛇尺、自由曲线尺，绘图工具之一，是一根可在同一平面内任意扭动的橡胶制的尺子。在繪畫中，使用蛇形尺可以自由塑造所需要的曲线。由于这种尺子是由橡胶制成，所有边缘非常不光滑。在使用上，由于蛇形尺不带斜面，因此在使用时必须用其他物体垫高。蛇形尺不容易使用，可作为云形尺的替代。

## 相关内容
- 直尺
- 云形尺
- 莱斯比亚尺